# Bosc del Bancell
El bosc del Bancell és una pineda del poble de Sisquer, al municipi de Guixers, a la Vall de Lord (Solsonès).